# Miguel González Bastón
Miguel González Bastón (Marín, 29 de juny de 1961) és un exfutbolista i entrenador gallec. Com a jugador ocupava la posició de porter.

## Trajectòria
Format a les categories inferiors de l'Atlètic de Madrid, va arribar a militar al conjunt filial, l'Atlético Madrileño, on va romandre a l'ombra d'Abel Resino i de Mejías. Sense debutar amb el primer equip matalasser, el 1985 fitxa pel Real Burgos, amb qui ascendeix en tres anys de Tercera a Segona Divisió.
Entre 1988 i 1990 és el porter titular amb el conjunt castellanolleonès a Segona Divisió, perdent-se només un encontre de lliga en tot aquest període. A més a més, va ser el porter menys golejat de la categoria a la temporada 89/90, que va contribuir a l'ascens del Burgos a primera divisió eixe any.
A la màxima categoria, el porter perd la titularitat en benefici d'Elduayen, i en tres temporades a primera divisió, només suma deu partits. El 1993 el Burgos baixa a Segona i l'any següent, a Segona B, en un primer pas de la desaparició del club. La temporada 93/94 disputa 17 partits amb els castellans. Posteriorment milita a Portugal (Chaves) i Dinamarca abans de penjar les botes.
Després de la seua retirada, ha seguit vinculat al món del futbol com a entrenador de porters de l'Atlètic de Madrid.